# Papier plakatowy
Papier plakatowy – rodzaj papieru, produkowany specjalnie do druku plakatów.
Papier plakatowy jest jedno- lub dwustronnie powlekany, o dostatecznie dużej gramaturze (100–130), może występować w odmianach do wnętrz i miejsc otwartych. Powinien cechować się następującymi właściwościami:
Struktura papieru:
- maksymalna wodoodporność
- duża nieprzezroczystość
- sztywność
- wytrzymałość mechaniczna i stabilność wymiarowa (także na mokro)
- odporność na starzenie (trwałość koloru, odporność na czynniki atmosferyczne i światło)

przednia powierzchnia:
- mała wsiąkliwość farby (a więc mały wydatek farby, co ma znaczenie, bo plakaty są zwykle zadrukowywane na całej powierzchni i to często ciemnymi kolorami)
- możliwość zadrukowywania wszelkimi technikami drukarskimi

tylna powierzchnia:
- dobre przyjmowanie kleju